# Mjuk bäckmossa
Mjuk bäckmossa (Hygrohypnum molle) är en bladmossart som beskrevs av Leopold Loeske 1903. Enligt Catalogue of Life ingår Mjuk bäckmossa i släktet bäckmossor och familjen Amblystegiaceae, men enligt Dyntaxa är tillhörigheten istället släktet bäckmossor och familjen Amblystegiaceae. Enligt den finländska rödlistan är arten nära hotad i Finland. Arten är reproducerande i Sverige. Artens livsmiljö är bäckar. Inga underarter finns listade i Catalogue of Life.